# Xã Richwood, Quận McDonald, Missouri
Xã Richwood (tiếng Anh: Richwood Township) là một xã thuộc quận McDonald, tiểu bang Missouri, Hoa Kỳ. Năm 2010, dân số của xã này là 638 người.